# Hawker Hedgehog
El Hawker Hedgehog fue un biplano de reconocimiento de tres asientos, destinado a la exploración naval, producido para cubrir la Especificación 37/22 del Ministerio del Aire.

## Diseño y desarrollo
Fue diseñado en 1923, y realizó su primer vuelo al año siguiente, pilotado por F.P. Raynham. La tripulación estaba formada por el piloto, un observador y un artillero. Su construcción era la típica de la época: una estructura de madera recubierta de tela. El motor era un radial Bristol Jupiter IV de nueve cilindros que movía una hélice bipala de madera.
Si bien las pruebas fueron exitosas, una vez finalizadas las mismas, el proyecto fue cancelado. Esto se debió a que las prestaciones del Hedgehog no eran lo suficientemente mejores que las de los aviones existentes utilizados para el reconocimiento naval, el Avro Bison y el Blackburn Blackburn. En consecuencia, sólo se construyó un prototipo. El armamento del avión era una ametralladora Vickers de 7,7 mm fija de fuego frontal y una Lewis de 7,7 mm montada en un anillo Scarff en la cabina trasera. El avión estaba equipado con flotadores equipados con ruedas para permitir su uso como anfibio. Las alas se podían plegar, de modo que el ancho se reducía a 5,07 m para almacenamiento.

## Especificaciones
Referencia datos: Hawker Aircraft since 1920 

### Características generales
- Tripulación: Tres (piloto, observador y artillero)
- Longitud: 9,4 m (30,7 ft)
- Envergadura: 12,2 m (40 ft) (5,07 m con alas plegadas)
- Altura: 3,8 m (12,5 ft)
- Superficie alar: 44,7 m² (480,7 ft²)
- Peso vacío: 1359 kg (2995,2 lb)
- Peso cargado: 2173 kg (4789,3 lb)
- Peso máximo al despegue: 2177 kg (4798,1 lb) (sobrecargado)
- Planta motriz: 1× motor radial de 9 cilindros refrigerado por aire Bristol Jupiter IV.
  - Potencia: 297 kW (409 HP; 404 CV)
- Hélices: Bipala de madera

### Rendimiento
- Velocidad máxima operativa (Vno): 194 km/h (120 MPH; 105 kt) a nivel del mar
- Velocidad crucero (Vc): 143 km/h (89 MPH; 77 kt)
- Velocidad de entrada en pérdida (Vs): 72 km/h (45 MPH; 39 kt) (con flaps)
- Alcance: 2,5 h
- Techo de vuelo: 4100 m (13 451 ft)
- Tiempo a altitud: 23 min 59 s para 3000 m (10 000 pies)

### Armamento
- Ametralladoras: 

  - 1x Vickers Mk.V de 7,7 mm frontal fija
  - 1x Lewis de 7,7 mm en un anillo Scarff en cabina trasera